# Perasdorf
Perasdorf è un comune tedesco di 648 abitanti, situato nel land della Baviera.